# Route transpapouasienne
La route transpapouasienne (en indonésien : Jalan Raya Transpapua) désigne un ensemble de 11 tronçons, dont certains sont en construction, dans les provinces indonésiennes de Papua et Papua Barat, situées dans la partie occidentale de la Nouvelle-Guinée (la Papouasie Occidentale, annexée en 1962 par l'Indonésie). L'ensemble s'étend de Sorong dans l'ouest à Merauke dans le sud-est sur une longueur totale de 4 325 kilomètres. Les communautés indigènes n'ont pas été consultées lors du lancement de ce projet, confié par le président indonésien Joko Widodo à ses généraux. La construction devait s'achever en 2018. Les tronçons achevés comprennent 884 des 1 068 kilomètres de routes frontalières reliant l'Indonésie à la Papouasie-Nouvelle-Guinée Le reste, y compris 7 000 mètres de ponts, devrait être achevé en 2017 et 2018 bien que la totalité de la route ne soit pas revêtue d'asphalte.
Ce projet d'infrastructure est présenté par l'administration indonésienne comme un modèle de développement d'une région négligée jusqu'à ce jour. Cette vision est contestée par les habitants de la Papouasie Occidentale, qui dénoncent une accélération de la colonisation de leur pays.

## Tronçons
La Transpapouasienne comprend 7 segments routiers dans la province de Papouasie et 4 dans la province de Papouasie occidentale :

### En Papua
- Jayapura - Sarmi
- Nabire - Waghete - Enarotali
- Carpentaria (frontière australienne ) - Merauke (frontière de la province de Papouasie)
- Merauke – Tanah Merah – Oksibil
- Nduga - Wamena
- Timika - Mapurujaya-Pomako
- Serui - Menawi - Saubeba
- Enarotali - Moanemani (Dogiyai)
- Moanemani (Dogiyai) (frontière provinciale de la Papouasie) - Pulau Wokam (Kepulauan Aru) (frontière provinciale de Mollucas)

### En Papua occidentale
- Sorong - Manokwari
- Manokwari - Bintuni - Aroba - Teluk Arguni
- Fakfak - Hurimbe r- Bomberay
- Sorong - Mega Moraid

## Incidents
Au cours de la construction de l'autoroute, au moins 20 travailleurs de la construction ont été tués par des hommes armés affiliés au Mouvement pour la Papouasie Libre. À compter de décembre 2018, le projet est suspendu temporairement pour des raisons de sécurité.